# I-34 (подводная лодка)
05°17′ с. ш. 100°05′ в. д.
I-34 (до 1 ноября 1941 I-43) — японская подводная лодка типа «I-15», состоявшая на вооружении Императорского флота Японии во время Второй мировой войны. Участвовала в выполнении секретной миссии по помощи нацистской Германии; во время выполнения миссии по перевозке стратегического сырья была торпедирована британской субмариной «Таурус». Первая подлодка ВМС Японии, потопленная британской подводной лодкой.

## Общее описание
Подводные лодки типа «I-15» (типа B1) — дальнейшее развитие подводных лодок подтипа KD6 типа «Кайдай». Лодки типа «I-15» оснащались гидросамолётом для ведения разведки в море. Водоизмещение — 2631 т в надводном положении и 3713 т в подводном положении. Главные размерения: длина 108,7 м, ширина 9,3 м и осадка 5,1 м. Рабочая глубина — 100 м.
Главная энергетическая установка состояла из двух дизельных двигателей, каждый из которых при мощности в 6200 л. с. приводил в движение по одному винту. Мощность электромотора, применявшегося для перемещения под водой — 1000 л. с. Максимальная скорость — 23,6 узла на поверхности и 8 узлов под водой. Дальность плавания над водой — 14 тысяч морских миль при скорости 16 узлов, под водой — 96 морских миль при скорости 3 узла.
Подлодка была вооружена шестью носовыми 533-мм торпедными аппаратами и несла на борту до 17 торпед. Артиллерия — 140-мм морское орудие Тип 11-й год и два 25-мм зенитных орудия Тип 96.. В районе капитанского мостика располагался авиаангар, на передней палубе находилась авиационная катапульта.
Тип подводных лодок «I-15» (или «B1») был крупнейшим по числу построенных для японского флота субмарин — было построено 18, из которых до конца войны дожила только субмарина I-36.

## Служба
Заложена на стапелях верфи города Сасебо 1 января 1941 года, на воду спущена 24 сентября. В состав ВМС Японии принята 31 августа 1942 года, приписана к порту Куре. Командир подлодки — коммандер Тацуси Ирие (яп. 入江達) с марта 1943 года. В начале 1943 года участвовала в эвакуации гарнизона с острова Кыска (Алеутские острова). За подлодкой вели охоту американские войска: эсминец ВМС США «Фелпс» сбросил не менее 9 глубинных бомб, пытаясь потопить субмарину, в дальнейшем преследование организовал «Пруэтт». 
15 сентября того же года I-34 начала участие в секретной миссии «Янаги», отправившись во французский Лорьян. 22 октября 1943 года прибыла в Сингапур для принятия на борт пассажиров и груза. На борту были резина, вольфрам, олово, хинин, медицинский опиум и образцы японского оружия. Подлодка вышла в Пенанг, чтобы принять пассажиров 11 ноября, но из-за задержки с загрузкой товаров пассажиры согласились сесть на борт субмарины в самом городе. Как оказалось, это и уберегло их от гибели. Курс движения подлодки отслеживался британской разведкой, и на основе перехваченных данных Ultra британцы приняли решение утопить субмарину.
13 ноября 1943 года в 7:30 экипаж подлодки «Таурус» под командованием капитана Мервина Уингфилда обнаружил, что подводная лодка I-34 собиралась всплыть на поверхность при сильном дожде и шквале. Японская субмарина находилась в Малаккском проливе в 56 км от Пенанга. «Таурус» выпустил залпом шесть торпед: одна из них пробила капитанский мостик I-34, что привело к потоплению подлодки. Из 94 членов экипажа спаслись только 14 человек, которых подобрала Джонка. 5 января 1944 года подлодку исключили из списка Императорского флота Японии, в 1962 году останки подняли с морского дна.

## Командиры
- Сиродзу Ясунори (с 20 мая 1942)
- Тацудзука Такадзука (с 31 августа 1942)
- Тацуси Ирие (с 20 марта по 13 ноября 1943)

### На английском
- Miller, Vernon J. Analysis of Japanese Submarine Losses to Allied Submarines in World War II, Merriam Press, 36pgs, ISBN 1-57638-161-7
- Gibson, Lt John F., RNVR. Dark Seas Above, Gloucester:Tempus Publishing, 2000, ISBN 0-7524-2018-6
- Erminio Bagnasco. Submarines of World War Two. — Annapolis, Maryland: Naval Institute Press, 1977. — ISBN 0-87021-962-6.
- Carl Boyd, Akikiko Yoshida. The Japanese Submarine Force and World War II. — Annapolis, Maryland: Naval Institute Press, 2002. — ISBN 1-55750-015-0.
- Dorr B. Carpenter, Norman Polmar. Submarines of the Imperial Japanese Navy 1904–1945. — London: Conway Maritime Press, 1986. — ISBN 0-85177-396-6.
- Conway's All the World's Fighting Ships 1922–1946 / ed. by Roger Chesneau. — Greenwich, UK: Conway Maritime Press, 1980. — ISBN 0-85177-146-7.
- Mochitsura Hashimoto. Sunk: The Story of the Japanese Submarine Fleet 1942 – 1945 / traslated by E.H.M. Colegrave. — London: Cassell and Company, 1954.
- Mark Stille. Imperial Japanese Navy Submarines 1941-45. — Botley, Oxford, UK: Osprey Publishing, 2007. — Vol. 135. — (New Vanguard). — ISBN 978-1-84603-090-1.

### На японском
- 雑誌「丸」編集部『写真 日本の軍艦 第12巻 潜水艦』光人社、1990年。ISBN 4-7698-0462-8
- 外山操『艦長たちの軍艦史』光人社、2005年。ISBN 4-7698-1246-9
- 福井静夫『写真日本海軍全艦艇史』ベストセラーズ、1994年。ISBN 4-584-17054-1